# 101 Dywizja Strzelców (III Rzesza)
101 Dywizja Strzelców (niem. 101. Jäger-Division) – jedna z niemieckich dywizji strzelców, uczestniczyła w inwazji na Jugosławię i w ataku na Związek Radziecki. 
Utworzona została 10 grudnia 1940 roku pod Pragą na bazie kadr dostarczonych przez 35 Dywizję Piechoty. Początkowo nosiła nazwę 101 Dywizji Piechoty Lekkiej (101. leichte Infanterie-Division), 6 lipca 1942 roku została przemianowana na 101 Dywizję Strzelców. 
W 1941 roku wzięła udział w inwazji na Jugosławię w składzie LI Korpusu Armijnego.  W tym samym roku 22 czerwca uczestniczył w ataku na Związek Radziecki w składzie LII Korpusu Armijnego. Walczyła przeciw Armii Czerwonej pod Humaniem, Charków i Kijowem.
Później odpierała ofensywę zimową Armii Czerwonej, wiosną 1942 roku ponownie walczyła o Charków i pod Izium. Brała udział w walkach o Rostów nad Donem i walkach podczas odwrotu na Kubań. Pod koniec 1943 roku dostała przetransportowana nad dolny Dniepr i walczyła m.in. o Mikołajów. W marcu 1944 roku została okrążona wraz z całą 1 Armią Pancerną na Ukrainie, przebiła się jednak na Karpaty i wycofała na Słowację. Następnie skierowana została na południe, gdzie wycofując się przez Węgry dotarła do Austrii. Resztki dywizji tworzące już słabą grupę bojową poddały się armii USA pod Rosenbergiem.

## Dowódcy dywizji
- gen. por. Erich Marcks (od 10 grudnia 1940 do 26 lipca 1941, gdy został ciężko ranny),
- gen. por. Josef Brauner von Haydringen (od 26 czerwca 1941),
- gen. mjr Erich Diestel (od 11 kwietnia 1942),
- gen. por. Emil Vogel (od 1 września 1942),
- gen. por. Walter Aßmann (od 12 lipca 1944 do kapitulacji)[5].

## Struktura organizacyjna
- 228. pułk strzelców
- 229. pułk strzelców
- 85. pułk artylerii
- 101. batalion inżynieryjny
- 101. batalion rozpoznawczy
- 101. batalion niszczycieli czołgów
- 101. batalion łączności
- 101. batalion zapasowy
- 101. dywizyjne oddziały zaopatrzeniowe
- 101. batalion mułów jucznych